# Бондзёр, Кристиан
Кристиан Бондзёр (пол. Krystian Bondzior; род. 24 апреля 1999, Любин) — польский гандболист, правый крайний польского клуба Гурник Забже с сезона 2019/20. Выступает за сборной Польши.

## Карьера

### Клубная карьера
Кристиан Бондзёр начал профессиональную карьеру в 2016 году в клубе Zagłębie Lubin. В 2019 году Бондзёр перешёл в Гурник Забже.

## Статистика
Статистика Кристиана Бондзёра в сезоне 2018/19 указана на 01.06.2019
| Сезон        | Клуб           | Лига       | Матчи | Голы | 7-метр | Голы |
| ------------ | -------------- | ---------- | ----- | ---- | ------ | ---- |
| 2016/17      | Zagłębie Lubin | Экстралига | 10    | 22   |        |      |
| 2017/18      | Zagłębie Lubin | Экстралига | 10    | 23   |        |      |
| 2018/19      | Zagłębie Lubin | Экстралига | 23    | 80   |        |      |
| 2019/20      | Гурник Забже   | Экстралига |       |      |        |      |
| 2016—по н.в. | Итого          | Экстралига | 43    | 125  |        |      |